# Olli Maier

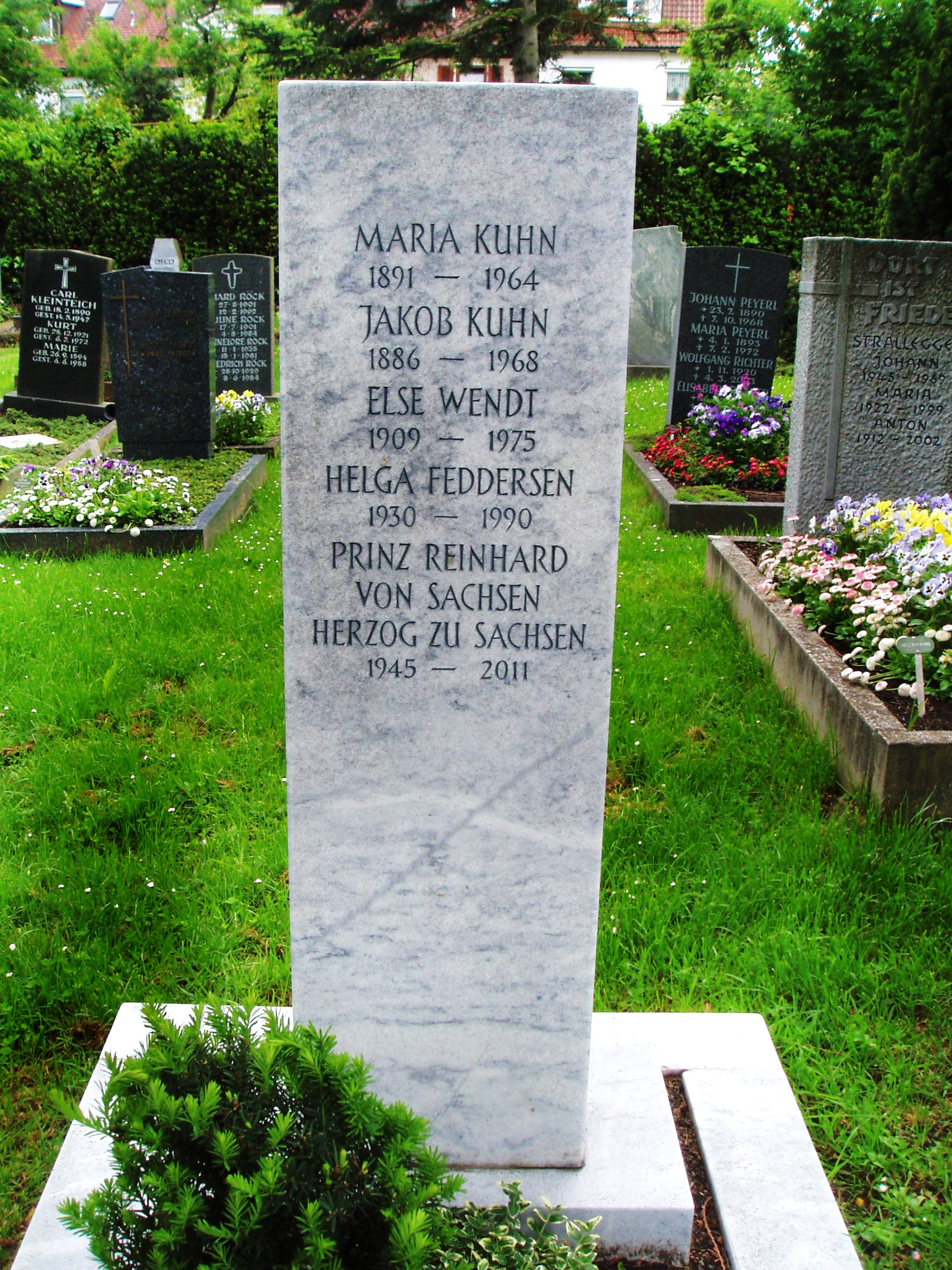
Olli Maiers Grab auf dem Steigfriedhof in Stuttgart-Bad Cannstatt

Reinhard „Olli“ Maier, nach Adoption Reinhard Prinz von Sachsen Herzog zu Sachsen, (* 17. März 1945 in Stuttgart; † Januar 2011 in Berlin) war ein deutscher Schauspieler und Sänger.

## Leben
Bekannt wurde Olli Maier durch seine Verlobung mit der Schauspielerin Helga Feddersen Mitte der 1970er-Jahre. Obwohl er ausschließlich neben der „Hamburger Ulknudel“ ins Rampenlicht trat, spielte er in diversen Fernsehspielen kleine Nebenrollen, so u. a. einen vertrottelten Buchhalter in der Musiksendung Plattenküche (1978), einen Demonstranten in der Komödie Zwei Rebläuse auf dem Weg zur Loreley oder den Hellseher Raimondo in der ZDF-Kinderserie Ein Fall für TKKG. Zudem hatte er einige Kurzauftritte in den Kinofilmen Dirndljagd am Kilimandscharo und Sunshine Reggae auf Ibiza.
Als Sänger nahm er zusammen mit dem Produzenten Frank Dostal in den 1980er-Jahren die Songs Heiße Würstchen mit Salat und Ich liebe Aerobic auf. 1983 nahm er mit Helga Feddersen das Duett Ich zähl’ jede Stunde ohne Dich, eine deutsche Coverversion des Renée-and-Renato-Hits Save your love auf, und bei einer Silvestergala im Jahr 1989 sang er mit ihr das Duett Die Lambada-Anstalt.
1983 gründeten Maier und Feddersen in Hamburg das Theater am Holstenwall.
Kurz vor ihrem Tod im November 1990 heiratete er Helga Feddersen, woraufhin er in einigen Zeitungen als Erbschleicher bezeichnet wurde. 1992 wurde bekannt, dass er sich gegen Zahlung einer Summe von 200.000 DM von Erina Prinzessin von Sachsen (gebürtig Erna Eilts, 1921–2010) adoptieren ließ. Seitdem führte er den Namen „Reinhard Prinz von Sachsen Herzog zu Sachsen“. Erina Prinzessin von Sachsen war Witwe von Timo Prinz von Sachsen Herzog zu Sachsen (1923–1982), einem Sohn von Ernst Heinrich von Sachsen, Enkel des letzten Sachsenkönigs Friedrich August III. und Großvater von Xenia Prinzessin von Sachsen.
Mit dem Journalisten Jürgen Worlitz veröffentlichte Maier 1993 seine Autobiografie Ich, Buhmann der Nation.
Bis zur Trennung von seiner Lebensgefährtin Bea Fiedler 1995 lebte Maier zeitweise in Moritzburg bei Dresden. Später lebte er als Reinhard Prinz von Sachsen zurückgezogen auf Mallorca.
2007 zog er nach Berlin. Er starb in seiner Wohnung an einem Herzinfarkt und wurde nach dem Notruf einer Nachbarin, die ihn seit Tagen nicht gesehen hatte, am 6. Januar 2011 tot aufgefunden. Er wurde auf dem Steigfriedhof in Stuttgart-Bad Cannstatt neben seiner Frau Helga Feddersen beigesetzt.